# Xystrota pulida
Xystrota pulida är en fjärilsart som beskrevs av Paul Dognin 1893. Xystrota pulida ingår i släktet Xystrota och familjen mätare. Inga underarter finns listade i Catalogue of Life.